# Al-Muʿazzam
Al-Malik al-Muʿazzam ʿIsa Scharaf ad-Din (arabisch الملك المعظم عيسى شرف الدين, DMG al-Malik Muʿaẓẓam ʿĪsā Šaraf ad-Dīn; * 1176 in Kairo; † 12. November 1227 in Damaskus) war ein Emir von Syrien und Palästina aus der Dynastie der Ayyubiden. Er war einer der Söhne des Sultans al-Adil I. Abu Bakr (Saphadin) und damit ein Neffe des berühmten Saladin.
Beim Tod des Vaters 1218 erhielt al-Muʿazzam als zweiter Sohn die Herrschaft über Syrien, einschließlich der Stadt Jerusalem sowie mit Damaskus als Hauptstadt, zugesprochen und sollte seinem ältesten Bruder, Sultan al-Kamil, unterstellt sein. Damit aber wollten sich al-Muʿazzam wie auch sein dritter in Mesopotamien herrschender Bruder, al-Aschraf, allerdings nicht abfinden. Bevor es aber zum Bruderkampf kam, mussten die Ayyubiden den gerade beginnenden Fünften Kreuzzug abwehren, der gegen Ägypten gerichtet war und damit das wichtigste Herrschaftszentrum der Ayyubiden bedrohte.
Im Vorfeld dieser Bedrohung ließ al-Muʿazzam im Frühjahr 1219 die Stadtbefestigungen von Jerusalem bis auf den Davidsturm niederreißen und die umliegenden Burgen schleifen, weil er eine Übergabe an die Kreuzfahrer befürchtete und ihnen keine verteidigungsfähige Stadt überlassen wollte.  Von da an blieb Jerusalem bis zum Bau der neuzeitlichen Stadtmauer unter den Osmanen im 16. Jahrhundert für mehr als 300 Jahre eine unbefestigte und militärisch unbedeutende Stadt.
Zunächst konzentrierte al-Muʿazzam seinen Kampf im syrischen Raum gegen die christlichen Herrschaften, welche die Reste des Königreichs Jerusalem repräsentierten. Er schlug die Ritter des ungarischen Königs Andreas II. zurück und eroberte Caesarea Maritima. Als aber im Spätsommer 1221 die Kreuzfahrer von Damiette nach Kairo aufbrachen zogen al-Muʿazzam und al-Aschraf mit ihren Heeren ebenfalls nach Ägypten um ihren Bruder zu unterstützen. Gemeinsam gelang es ihnen die Kreuzfahrer bei al-Mansura in eine Falle zu führen und somit deren Niederlage zu besiegeln. Im September 1221 mussten die Kreuzfahrer geschlagen aus Ägypten abziehen.
Nachdem diese Bedrohung abgewehrt war, begannen die Ayyubiden-Brüder ihre Machtkämpfe untereinander, al-Aschraf und al-Muʿazzam herrschten in ihren Gebieten nun faktisch unabhängig von al-Kamil. Während dieses Konfliktes rüstete der vom Papst gebannte römisch-deutsche Kaiser Friedrich II. in Italien zu einem neuen Kreuzzug zur Rückgewinnung Jerusalems, womit er zu einem wichtigen Faktor auch in der Auseinandersetzung unter den Ayyubiden wurde. Al-Kamil nahm als Erster erfolgreich Kontakt mit dem Kaiser auf und stellte ihm die Übergabe Jerusalems für ein Bündnis gegen al-Muʿazzam und al-Aschraf in Aussicht. Zeit seines Lebens konnte sich al-Muʿazzam allerdings gegen seinen Bruder behaupten, bis er im November 1227 starb. Sein junger Sohn und Nachfolger, an-Nasir Dawud, konnte sich anschließend allerdings nicht gegen al-Kamil und al-Aschraf behaupten, die gemeinsam gegen ihn vorgingen.